# لئون اوریس
لئون اوریس (انگلیسی: Leon Uris؛ ۳ اوت ۱۹۲۴ – ۲۱ ژوئن ۲۰۰۳) یک نویسنده، فیلم‌نامه‌نویس، پدیدآور، و رمان‌نویس اهل ایالات متحده آمریکا بود.